# Cymatonycha meridionalis
Cymatonycha meridionalis là một loài bọ cánh cứng trong họ Cerambycidae.